# Districtul Vogelsbergkreis
Vogelsbergkreis este un district rural (în germană: Landkreis) din landul Hessa, Germania. Numele lui provine de la zona montană Vogelsberg. Districtul a fost fondat pe 1 august 1972 prin reforma districtelor din Hessa sub numele oficial "Vogelsbergkreis". Capitala districtului este orașul Lauterbach.
Face parte din regiunea administrativă de tip Regierungsbezirk Gießen.

## Orașe și comune
| Orașe 1. Alsfeld (15.993 loc.) 2. Grebenau (2.453 loc.) 3. Herbstein (4.725 loc.) 4. Homberg (Ohm) (7.510 loc.) 5. Kirtorf (3.258 loc.) 6. Lauterbach (Hessen) (13.228 loc.) 7. Romrod (2.796 loc.) 8. Schlitz (9.548 loc.) 9. Schotten (10.137 loc.) 10. Ulrichstein (3.001 loc.) | Comune 1. Antrifttal (1.972 loc.) 2. Feldatal (2.534 loc.) 3. Freiensteinau (3.175 loc.) 4. Gemünden (Felda) (2.842 loc.) 5. Grebenhain (4.713 loc.) 6. Lautertal (Vogelsberg) (2.415 loc.) 7. Mücke (9.326 loc.) 8. Schwalmtal (2.850 loc.) 9. Wartenberg (3.907 loc.) |